# 少女飛行
「少女飛行」（しょうじょひこう）は、ぱすぽ☆のメジャーデビューシングル。2011年5月4日にユニバーサルJから発売された。

## 背景とリリース
ぱすぽ☆は2009年11月17日に結成・初お披露目して以来、インディーズからシングル6枚とアルバム1枚をリリースしていたが、本シングルでメジャーデビューを果たした。楽曲は2011年1月30日に東京・ベルサール秋葉原で行われたマイレージ企画において「周航式」と称して初披露され、その中でメジャーデビューが正式に発表された。楽曲及びジャケットの衣装は事務所の先輩である若槻千夏がデザインしたものである。
当初は4月6日に発売される予定だったが、同年3月11日に発生した東日本大震災の影響により1か月遅い5月4日の発売となった。ぱすぽ☆は震災関連のチャリティー活動として、同年3月27日に六本木morph-tokyoでチャリティープチワンマンフライト（ライブ）を行った他、3月29日〜4月1日の4日間開催された天保山マーケットプレースでのフライト時には、チャリティー物販握手サイン撮影会も行われた。後にアップガレージ「ドリフトエンジェルス」のメンバーを務めた岩瀬香奈は、天保山で岩村捺未からサインを貰ったことを自身のブログで明かしている。
キャッチコピーは「本日はご搭乗ありがとうございます! 心のシートベルトをお締めください。」。
2011年7月4日放送の『HEY!HEY!HEY! MUSIC CHAMP』（フジテレビ系）で表題曲を歌唱した際は、事務所の先輩であった木下優樹菜が曲紹介を行った。

## 販売形態
初回限定盤A - Jの10種および通常盤の計11種がリリースされた。すべて収録内容は同じであり、ジャケットが異なる。初回限定盤のジャケットにはメンバー1人ずつの写真が使用されている。通常盤のジャケットには全員の写真が使用されている。
このほか、11種すべてをセットにした限定BOXとして「ぱすぽ☆『少女飛行』面会しちゃっていいんでsky 特別BOX〜100セット限定プレミアムver〜」がオンラインのユニバーサルミュージックストア限定で発売された。この限定BOXには、ぱすぽ☆のメンバーを指名して5分間の面会を行うことができる「5分面会券」がつくという特典がある。当初、この限定BOXは100セットに限定して販売される予定であったが、その後200セットが追加で販売された。したがって、この限定BOXは計300セットが販売された。
- 初回限定盤A〜J（10種、UPCH-9631〜40）
- 通常盤（UPCH-5694）

## チャート推移
2011年5月2日付オリコンデイリーチャートで2.0万枚を記録して1位に初登場し、5月16日付オリコン週間チャートでも4.3万枚を売り上げ、Kiroroの「長い間」以来13年1ヶ月ぶりとなる女性グループによるデビュー曲1位を獲得した。なお女性グループによるデビュー曲での初登場首位はオリコン開始以来史上初。発売したユニバーサルミュージックにとっても、1999年の社名変更後初となる、日本の女性アイドルグループによる1位獲得楽曲となった。
しかし、その翌週にあたる5月23日付オリコン週間チャートでは100位圏外である102位まで急降下した。web R25の記事ではこれを「なんとも異例の出来事」と表現している。のちにEXILE TRIBEの「THE REVOLUTION」が1位から200位圏外まで最大下落を記録するまで、オリコン1位からの最大下落した曲だった。一方で初登場1位からの最大下落記録としても当時の歴代ワースト記録だったが、こちらもONE N' ONLYの「Dark Knight」が1位から200位圏外まで転落したため、2019年12月現在は過去の記録となっている。なお、オリコンによる本作のチャート登場週数は3回である。
後年この結果について奥仲麻琴は「1位になったことでたくさん仕事の話が来たけど、テレビに出ても（視聴者に）何の印象も残せなかった。」と「ナタリー」のインタビューで述懐している。
ぱすぽ☆（後のPASSPO☆名義も含む）にとってはシングル・アルバム・DVD含めて唯一のオリコン1位獲得作品。またプラチナムプロダクション所属アーティストとしても、現時点で唯一のオリコン週間チャート1位獲得楽曲である（2022年5月現在）。

## 収録曲
（全作詞・作曲：ペンネとアラビアータ 全編曲：Adoriano Spinesi）
1. 少女飛行 [3:32]
TBS系『ランク王国』オープニングテーマ
2. ウハエ! [3:39]
3. 少女飛行（Instrumental）[3:32]

## 収録アルバム
| 曲名     | アルバム                                                    | Track | 発売日         | 備考                              |
| -------- | ----------------------------------------------------------- | ----- | -------------- | --------------------------------- |
| 少女飛行 | CHECK-IN                                                    | 2     | 2011年12月7日  |                                   |
| 少女飛行 | ぱすぽ☆ベスト1                                              | 5     | 2013年3月27日  |                                   |
| 少女飛行 | TRACKS                                                      | 20    | 2014年12月10日 | 「結成5周年記念Ver.」として新録。 |
| 少女飛行 | PASSPO☆ COMPLETE BEST ALBUM “POP -UNIVERSAL MUSIC YEARS-”   | 13    | 2015年12月2日  |                                   |
| ウハエ！ | CHECK-IN                                                    | 8     | 2011年12月7日  |                                   |
| ウハエ！ | ぱすぽ☆ベスト2                                              | 4     | 2013年3月27日  |                                   |
| ウハエ！ | PASSPO☆ COMPLETE BEST ALBUM “POWER -UNIVERSAL MUSIC YEARS-” | 12    | 2015年12月2日  |                                   |